# فرودگاه کوکتونگ
فرودگاه کوکتونگ  (به انگلیسی: Kuktong Airport) یک فرودگاه نظامی است . این فرودگاه در کشور کره شمالی قرار دارد و در ارتفاع ۳۸ متری از سطح دریا واقع شده است.